# Iglesia de Santa Catalina de los Sinaítas (Heraclión)

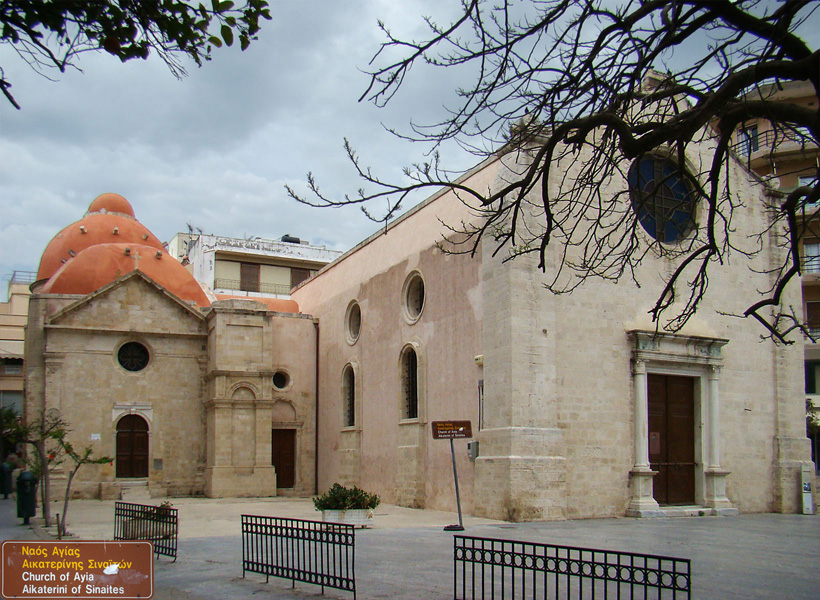
La iglesia de Santa Catalina de los Sinaítas.

La iglesia de Santa Catalina de los Sinaítas (en griego, Αγία Αικατερίνη των Σιναϊτών) es una antigua iglesia ortodoxa en la ciudad de Heraclión, Creta, Grecia y el mayor museo de arte religioso de la isla. 

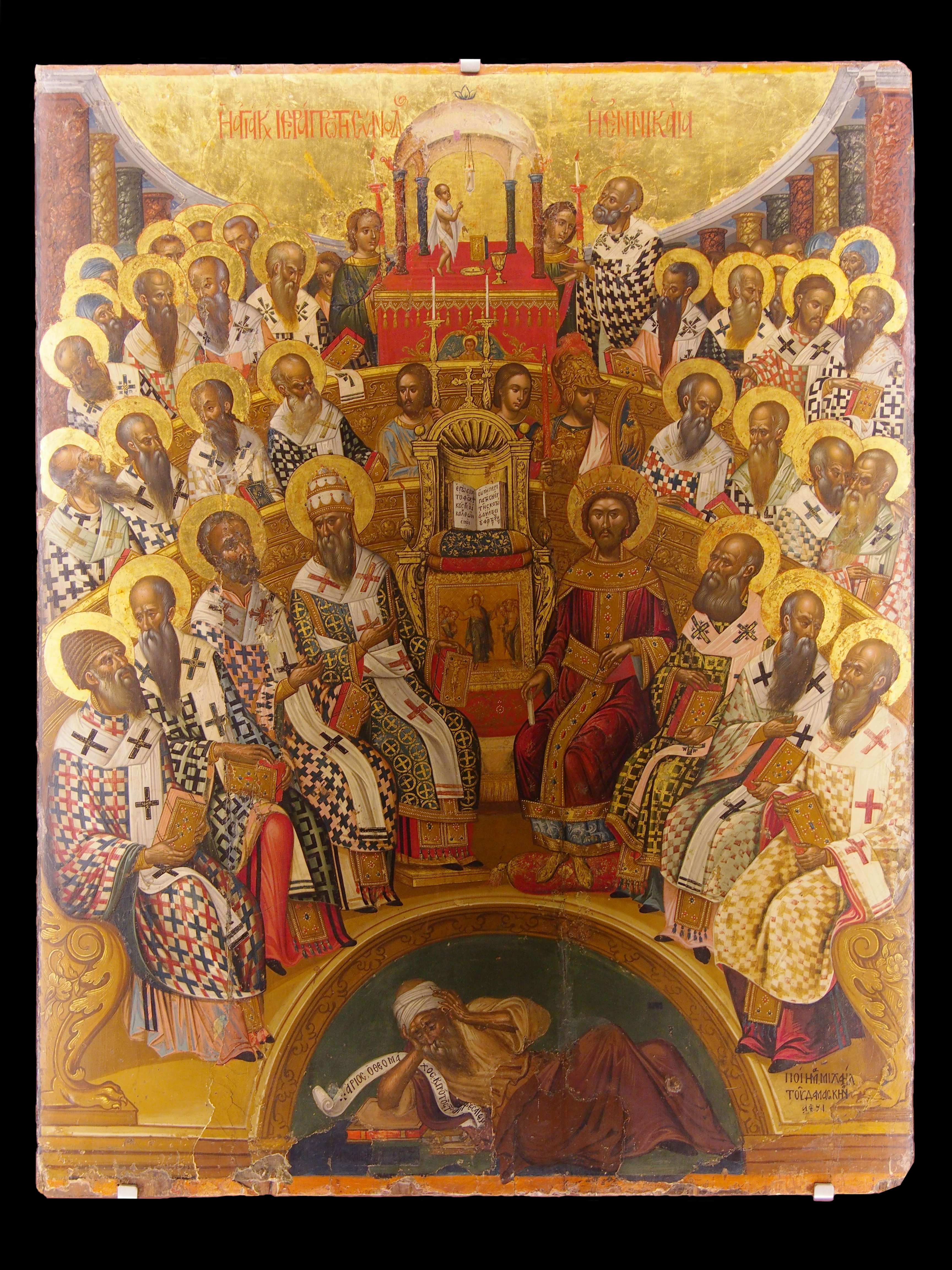
El Primer Concilio de Nicea, de Miguel Damasceno (1591).

La iglesia es lo que queda del antiguo monasterio del mismo nombre, cuyos orígenes se remontan posiblemente al siglo X, una dependencia (metoquión) del monasterio de Santa Catalina del Monte Sinaí en Egipto. La iglesia data del siglo XVI y muestra influencias venecianas. 
El monasterio de Santa Catalina contó con una escuela de artes y humanidades que se convirtió en un centro de florecimiento de la cultura griega cristiana tras la caída de Constantinopla (1453). Mientras la mayoría de los antiguos territorios griegos estaban bajo dominio otomano, Creta permanecería cristiana durante casi dos siglos más bajo el dominio de la República de Venecia. En Santa Catalina se formaron importantes figuras de las letras y el arte griegos como Vitsentzos Kornaros, Georgios Hortatzis, Miguel Damasceno y Doménikos Theotokópoulos (El Greco), estos dos últimos representantes de la escuela cretense de pintura.
Tras la caída de Heraclión ante los otomanos en 1669, la iglesia de Santa Catalina fue usada como mezquita y así permaneció hasta 1922, cuando los últimos cretenses musulmanes abandonaron la isla en el contexto del intercambio de poblaciones entre Grecia y Turquía.
A partir de 1967 la iglesia de Santa Catalina se usa como museo de arte religioso bizantino y post-bizantino de los siglos XIV al XIX. Destacan varios íconos de Miguel Damasceno que se encontraban previamente en el monasterio de Vrontesios.